# Yusuf Gatewood
Yusuf Keith Gatewood (* 12. September 1982 in Los Angeles, Kalifornien) ist ein US-amerikanischer Schauspieler.

## Leben
Gatewood studierte an der Durham Academy in Durham NC. Er tritt seit dem Jahr 2000 als Schauspieler in Erscheinung, überwiegend für das Fernsehen. Gatewood ist vor allem bekannt durch seine Rolle als Doug in dem Film Die Dolmetscherin (2005) und als Finn Mikaelson / Vincent Griffith in der Fernsehserie The Originals. Er lebt momentan in Los Angeles.

## Filmographie (Auswahl)

### Film
- 2000: Die WonderBoys (Wonder Boys)
- 2005: Die Dolmetscherin (The Interpreter)
- 2008: Mask of the Ninja (Fernsehfilm)
- 2014: House at the End of the Drive

### Fernsehen
- 2003: Hack – Die Straßen von Philadelphia (Hack, 1 Folge)
- 2014–2018: The Originals
- 2019: Good Omens
- 2020: The Umbrella Academy